# Вольная борьба

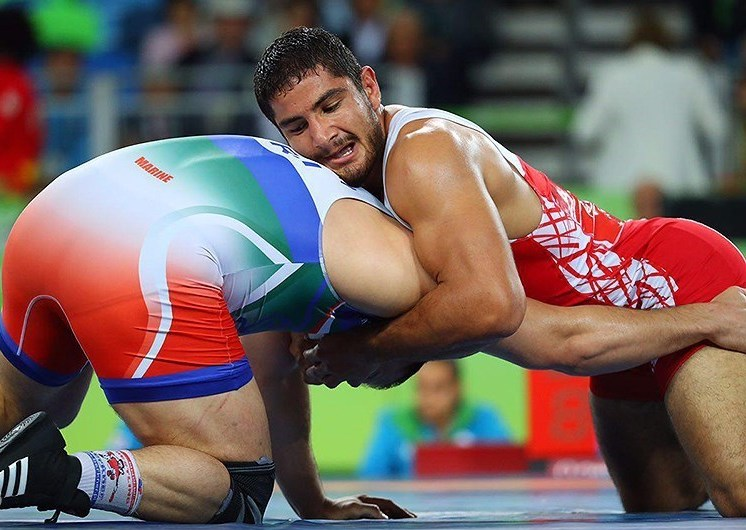
Схватка на коленях является базовой формой борьбы в партере и нередко занимает львиную долю времени поединка

Во́льная борьба́ (англ. freestyle wrestling, фр. lutte libre) — спортивное единоборство и олимпийский вид спорта, заключающийся в поединке двух спортсменов по определённым правилам, с применением различных приёмов (захватов, бросков, переворотов, подсечек и т. п.), в котором каждый из соперников пытается положить другого на лопатки, либо набрать отрыв в 10 баллов и победить. В вольной борьбе, в отличие от греко-римской и борьбы на поясах, разрешены захваты ног противника, подсечки и активное использование ног при выполнении какого-либо приема. Современная вольная борьба является олимпийским и любительским видом спорта.

## История

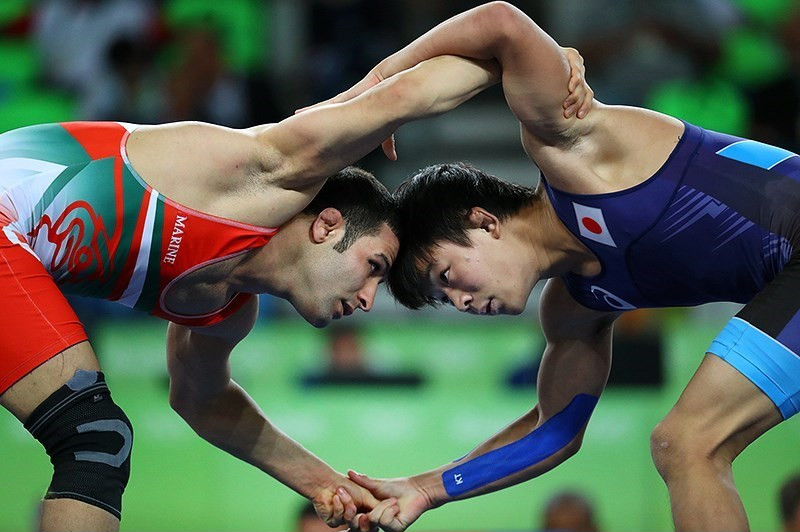
Поскольку зеркальное повторение действий соперника является распространённой тактикой защиты, начало поединка характеризуется борьбой в стойке, которая открывается сближением, обоюдным симметричным захватом за руки и, как правило, столкновением соперников с упором лоб-в-лоб при непрерывном визуальном контакте глаза-в-глаза

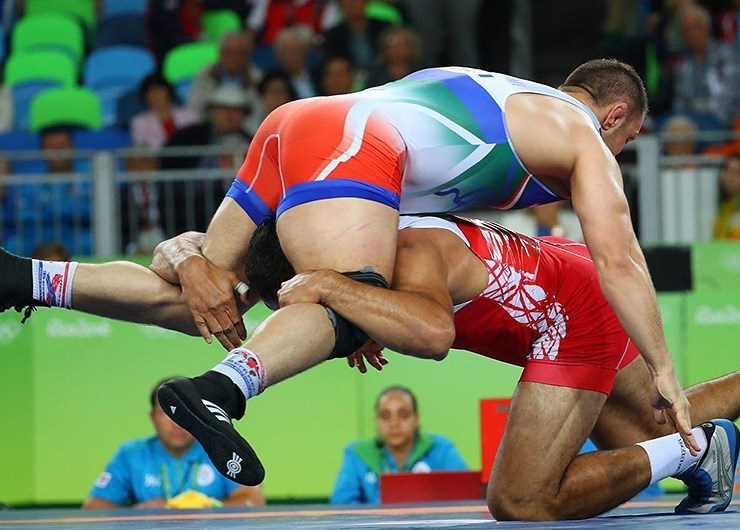
Визитной карточкой вольной борьбы, сходу отличающей её от греко-римской и борьбы на поясах, является проход в ноги сопернику и обилие приёмов с захватом соперника за ноги

Из исторических источников известно, что в старину в Британской империи была борьба, в которой борцам разрешались захваты за ноги и приемы с действиями ног .
На международной спортивной арене вольная борьба появилась позже греко-римской (французской) борьбы. Прародиной вольной борьбы считается Ланкашир, Великобритания. Затем она появилась в США. Борьба называлась «кэтч» (от catch, с англ. — «захват», в царской России и СССР до 1947 года её официально именовали «вольно-американская борьба»).

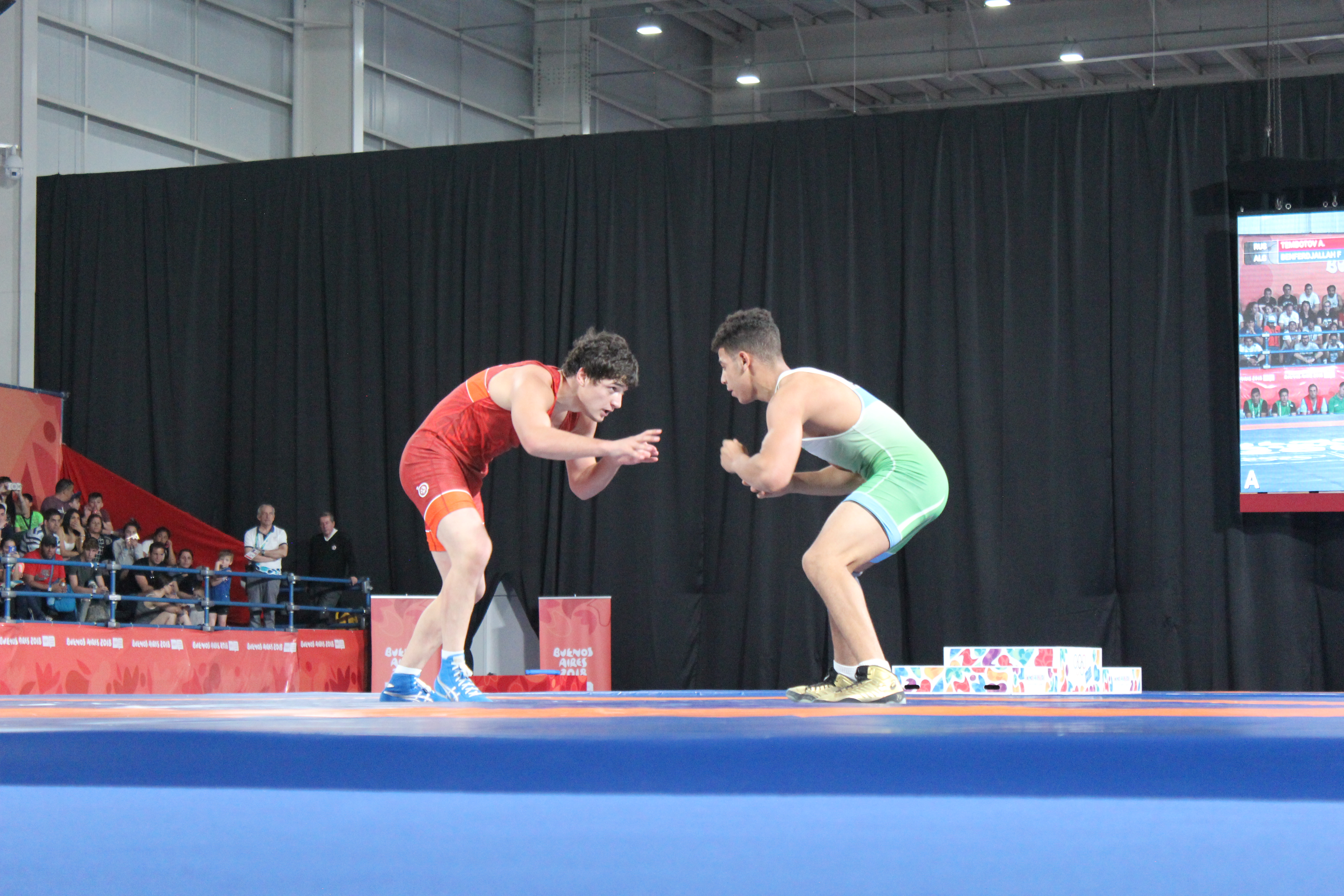
Вольная борьба отличается от других единоборств и других видов борьбы легко отличимой и весьма специфической борцовской стойкой, распределением веса туловища спортсмена и его центра тяжести

В США вольная борьба стала развиваться по двум направлениям: собственно борьба и борьба профессиональная. Спортивная вольная борьба культивировалась главным образом в колледжах и университетах США. Правила международной вольной борьбы сходны именно с этим видом борьбы.
В 1904 году вольная борьба была впервые включена в программу Летних Олимпийских игр в Сент-Луисе (США). Все 42 спортсмена были из США. Это произошло из-за того, что США, используя своё право хозяев, включили борьбу кэтч (студенческий, любительский вариант). Олимпийский комитет согласился и назвал борьбой свободного стиля (Free style). Но европейцы не были знакомы с этим видом борьбы, и поэтому никто из них не рискнул принять участие. Поэтому Олимпийский турнир по вольной борьбе оказался под угрозой срыва, и тогда американцы приурочили свой чемпионат страны к Олимпиаде и организовали его как олимпийское соревнование.
На следующих Внеочередных Олимпийских играх 1906 года греки отдали предпочтение греко-римской (классической) борьбе, убрав из программы вольную, так как она была для них незнакома.
В дальнейшем вольная борьба постоянно (за исключением игр 1912 года в Стокгольме) входила в программу Летних Олимпийских игр.
Всего с 1904 года по 1996 год американцы выиграли на Олимпийских играх 99 олимпийских медалей — больше, чем любая другая страна на то время. Причём в 1904 году был установлен «рекорд», который вряд ли будет побит, так как борцы были только из США — олимпийские медали всех достоинств достались только им.
В 1912 году перед началом Летних Олимпийских игр в Стокгольме впервые был создан Международный союз борцов ФИЛА (нем. Internationaler Ring Verband). Официально первый (не считая собрания в Швеции) конгресс союза собрался в июне 1913 года в Берлине. Там присутствовали делегаты следующих стран: Германская империя, Великое княжество Финляндское, Дания, Швеция, Российская империя, Венгрия, Австрия, Богемия (Чехия), Великобритания.
В период с 1904 года по 1912 год количество спортсменов, заявленных в одной весовой категории от одной страны, не ограничивалось.
С 1920 года по 1924 в одной весовой категории разрешалось заявлять не более двух спортсменов от одной страны.
В 1920 году во время Летних Олимпийских игр в Антверпене Международный олимпийский комитет рекомендовал создать независимую федерацию по каждому виду спорта. И в следующем году на Олимпийском конгрессе МОК в Лозанне была образована Международная федерация любительской борьбы (англ. International Amateur Wrestling Federation, IAWF).
В 1928 году в Париже был проведён первый чемпионат Европы. И с 1928 года в каждой весовой категории страну может представлять только один участник. Олимпийский турнир проводится по системе с выбыванием.
В 1951 году была создана Международная федерация объединённых стилей борьбы (ФИЛА, фр. FILA). С того же года она проводит чемпионаты мира (чемпионаты мира по борьбе).
К 1980-м годам в мире получила признание женская вольная борьба и, в итоге, в 2004 году она была включена в программу Летних Олимпийских игр, став третьим женским олимпийским единоборством (после дзюдо и тхэквондо). Дебют нового женского вида спорта состоялся на олимпиаде 2004 года в Афинах.

## Специфика тренировок

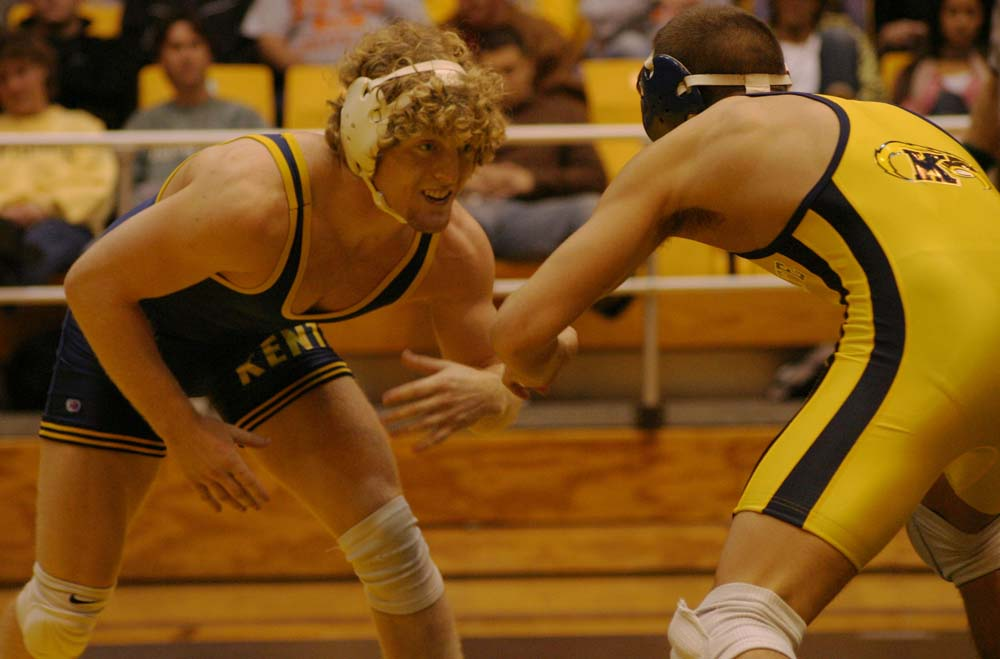
Коленный сустав, уши и язык спортсмена являются главными факторами риска с точки зрения наиболее вероятной локализации потенциальных травм, поэтому борцовские наушники и наколенники являются незаменимыми элементами экипировки борца в тренировочном зале во избежание травм

Вольная борьба является тандемом гибкости и силы. В силу специфики борьбы особое место в тренировках уделяется проработке «моста», положения атлета, при котором ковра касаются только руки, лоб, иногда подбородок, и пятки, а спина изогнута дугой. Для развития гибкости используется разучивание определённого набора акробатических упражнений: кувырки, колесо, фляк, рондат, сальто назад и вперед, арабское сальто, стойка и хождение на руках, подъём со спины прогибом. Без крепких и эластичных суставов, кровеносных сосудов и лимфосистемы борец не имеет шансов на победу, поэтому тщательным образом отрабатывается техника падения и самостраховки. Дыхательная система и общая выносливость развивается с помощью бега на длинные дистанции и подвижными играми, особенно популярен баскетбол по правилам регби. Технические действия отрабатывают на манекене (кукле, чучеле), а затем и в работе с партнёром. В учебных схватках оттачивается техника и развивается специальная выносливость. Выносливость играет большую роль.
Силу развивают на снарядах (перекладина, брусья), а также работой с отягощениями (рекомендуются — приседания, становая тяга, жимы штанги лёжа/стоя, упражнения из пауэрлифтинга/бодибилдинга/тяжёлой атлетики), без отягощения (отжимание от пола), работа со жгутом. Рекомендуется заниматься на жгуте возле гимнастической стенки, отрабатывать подвороты: бедро.

## СССР и Россия
Впервые советские борцы вольного стиля приняли участие в Олимпийских играх в 1952 году в составе сборной. Команда борцов вольного стиля СССР заняла на этих Играх первое место, атлеты Арсен Мекокишвили и Давид Цимакуридзе стали олимпийскими чемпионами. Всего с 1952 года по 2008 год борцы вольного стиля СССР/России завоевали на олимпийских состязаниях (золото — серебро — бронза):
Командный зачёт
- 1952 — 2 + 1 + 0 (8 категорий)
- 1956 — 1 + 1 + 4 (8 категорий)
- 1960 — 0 + 2 + 3 (8 категорий)
- 1964 — 2 + 1 + 2 (8 категорий)
- 1968 — 2 + 1 + 0 (8 категорий)
- 1972 — 5 + 2 + 1 (10 категорий)
- 1976 — 5 + 3 + 0 (10 категорий)
- 1980 — 7 + 1 + 1 (10 категорий)
- 1984 — не участвовали
- 1988 — 4 + 3 + 2 (10 категорий)
- 1992 — 3 + 2 + 2 (10 категорий)
- 1996 — 3 + 1 + 0 (10 категорий)
- 2000 — 4 + 1 + 0 (8 категорий)
- 2004 — 3 + 0 + 2 (7 категорий)
- 2008 — 4 + 0 + 5 (9 категорий)
- 2012 — 2 + 1 + 3 (7 категорий)
- 2016 — 2 + 3 + 1 (6 категорий)

## Самые титулованные борцы вольного стиля
Четырехкратные олимпийские чемпионы:
- Каори Итё – 10-кратная чемпионка мира

Трехкратные олимпийские чемпионы:
- Саори Ёсида – 13-кратная чемпионка мира
- Александр Медведь – 7-кратный чемпион мира
- Бувайсар Сайтиев – 6-кратный чемпион мира

Двукратные олимпийские чемпионы:
- Сергей Белоглазов – 6-кратный чемпион мира
- Арсен Фадзаев – 6-кратный чемпион мира
- Абдулрашид Садулаев – 6-кратный чемпион мира
- Махарбек Хадарцев – 5-кратный чемпион мира

- Леван Тедиашвили – 4-кратный чемпион мира
- Сослан Андиев – 4-кратный чемпион мира
- Джон Смит – 4-кратный чемпион мира
- Мустафа Дагыстанлы – 3-кратный чемпион мира
- Брюс Баумгартнер – 3-кратный чемпион мира
- Рисако Каваи – 3-кратная чемпионка мира
- Иван Ярыгин – чемпион мира
- Мавлет Батиров – чемпион мира
- Джордж Менерт
- Кустаа Пихлаямяки
- Юхан Рихтгоф
- Ёдзиро Уэтакэ
- Ким Иль Ён

Другие выдающиеся борцы:
- Хитоми Обара (Сакамото) – олимпийская чемпионка, 8-кратная чемпионка мира
- Валентин Йорданов – олимпийский чемпион, 7-кратный чемпион мира
- Джордан Барроуз – олимпийский чемпион, 6-кратный чемпион мира
- Абдулла Мовахед – олимпийский чемпион, 5-кратный чемпион мира
- Лери Хабелов – олимпийский чемпион, 5-кратный чемпион мира
- Хаджимурат Гацалов – олимпийский чемпион, 5-кратный чемпион мира
- Александр Иваницкий – олимпийский чемпион, 4-кратный чемпион мира
- Юдзи Такада – олимпийский чемпион, 4-кратный чемпион мира
- Владимир Юмин – олимпийский чемпион, 4-кратный чемпион мира
- Аделайн Грей  – 6-кратная чемпионка мира
- Кристин Нордхаген – 6-кратная чемпионка мира
- Яёи Урано – 6-кратная чемпионка мира
- Али Алиев – 5-кратный чемпион мира